# O
 Тази статия е за латинската буква.  За химичния елемент вижте Кислород.  
O е петнадесетата буква от латинската азбука. Тя се използва във всички езици, които използват латиницата за основа на азбуката си. Има различна звукова стойност – /аʊ/, /ɒ/, /oʊ/, /ø/ или /ɔ/. На кирилица буквата се предава като о.